# Moussa Akari
Moussa Akari o Musa al-Akkari (al-Baridah, 1482 – Qannoubine, 4 marzo 1567) è stato il Patriarca maronita di Antiochia tra il 1524 e il 1567.
Nato probabilmente nel 1482 ad al-Baridah, fu ordinato vescovo nel 1521.
L'11 dicembre 1524 fu elevato patriarca di Antiochia dei maroniti e rimase in carica fino alla sua morte, il 4 marzo 1567.